# Conus glaucus
Conus glaucus е вид охлюв от семейство Conidae. Видът не е застрашен от изчезване.

## Разпространение и местообитание
Разпространен е във Вануату, Индонезия (Калимантан, Малуку, Папуа и Сулавеси), Малайзия (Сабах), Папуа Нова Гвинея, Соломонови острови и Филипини.
Обитава пясъчните дъна на морета.